# 弗洛伦斯 (南卡罗来纳州)
弗洛伦斯，是美国南卡罗来纳州弗洛伦斯县下属的一座城市兼县城。其面积大约为20.93平方英里（54.22平方公里）。根据2010年美国人口普查，该市有人口37,056人，人口密度约为每平方 英里1,770.13人（约合每平方公里683.48人）。